# Nazionale maschile di football americano d'Israele
La nazionale di football americano d'Israele (נבחרת הפוטבול הלאומית בישראל) è la selezione maggiore maschile di football americano di American Football Israel, che rappresenta Israele nelle varie competizioni ufficiali o amichevoli riservate a squadre nazionali.

## Risultati
Legenda: Grassetto: Risultato migliore, Corsivo: Mancate partecipazioni

## Dettaglio stagioni

### Amichevoli
| Stagione | Vin | Par | Per | Tot | PF | PS | avversaria          |
| -------- | --- | --- | --- | --- | -- | -- | ------------------- |
| 2012     | ?   | ?   | ?   | 1   | ?  | ?  | Maranatha Sabercats |
| Totale   | ?   | ?   | ?   | 1   | ?  | ?  |                     |

Fonte: americanfootballitalia.com

### Tornei

#### Europei

##### Europeo dal 2018

###### Qualificazioni
| Stagione | regular season | regular season | regular season | regular season | regular season | regular season | playoff | playoff | playoff | playoff | playoff | playoff                         | playoff    |
|          | Vin            | Par            | Per            | Tot            | PF             | PS             | Vin     | Per     | Tot     | PF      | PS      | risultato                       | avversaria |
| -------- | -------------- | -------------- | -------------- | -------------- | -------------- | -------------- | ------- | ------- | ------- | ------- | ------- | ------------------------------- | ---------- |
| 2015     | 1              | 0              | 0              | 1              | 28             | 20             | -       | -       | -       | -       | -       | Qualificata al turno successivo | Spagna     |
| 2016     | -              | -              | -              | -              | -              | -              | 0       | 2       | 2       | 10      | 91      | Quarto posto                    | Svizzera   |
| Totale   | 1              | 0              | 0              | 1              | 28             | 20             | 0       | 2       | 2       | 10      | 91      |                                 |            |

Fonte: americanfootballitalia.com

##### Europeo B
| Stagione  | regular season | regular season | regular season | regular season | regular season | regular season | playoff | playoff | playoff | playoff | playoff | playoff     | playoff    |
|           | Vin            | Par            | Per            | Tot            | PF             | PS             | Vin     | Per     | Tot     | PF      | PS      | risultato   | avversaria |
| --------- | -------------- | -------------- | -------------- | -------------- | -------------- | -------------- | ------- | ------- | ------- | ------- | ------- | ----------- | ---------- |
| 2019-2021 | 1              | 0              | 2              | 3              | 69             | 98             | -       | -       | -       | -       | -       | Terzo posto | -          |
| Totale    | 1              | 0              | 2              | 3              | 69             | 98             | -       | -       | -       | -       | -       |             |            |

Fonte: americanfootballitalia.com

### Riepilogo partite disputate
| Anno              | Luogo              | Evento     | Fase del torneo | Incontro                      | Risultato |
| 17 maggio 2012    | Petah Tiqwa        | Amichevole |                 | Israele - Maranatha Sabercats | 6 - 49    |
| 30 agosto 2015    | Alcorcón           | Europeo    | Qualificazioni  | Spagna - Israele              | 20 - 28   |
| 2 settembre 2016  | Lignano Sabbiadoro | Europeo    | Qualificazioni  | Italia - Israele              | 40 - 10   |
| 4 settembre 2016  | Lignano Sabbiadoro | Europeo    | Qualificazioni  | Israele - Svizzera            | 0 - 51    |
| 19 settembre 2019 | Samsun             | Europeo B  |                 | Turchia - Israele             | 22 - 27   |
| 6 ottobre 2019    | Gerusalemme        | Europeo B  |                 | Israele - Belgio              | 23 - 32   |
| 12 settembre 2021 | Székesfehérvár     | Europeo B  |                 | Ungheria - Israele            | 44 - 19   |
| 6 agosto 2023     | Gerusalemme        | Europeo B  | Turno 2         | Israele - Spagna              | 30 - 23   |

## Confronti con le altre Nazionali
Questi sono i saldi di Israele nei confronti delle Nazionali incontrate.

### Saldo positivo
| Nazionale | Giocate | Vinte | Pareggiate | Perse | PF | PS | Ultima vittoria | Ultimo pari | Ultima sconfitta |
| --------- | ------- | ----- | ---------- | ----- | -- | -- | --------------- | ----------- | ---------------- |
| Spagna    | 2       | 2     | 0          | 0     | 58 | 43 | 2023            | -           | -                |
| Turchia   | 1       | 1     | 0          | 0     | 27 | 22 | 2019            | -           | -                |

### Saldo negativo
| Nazionale | Giocate | Vinte | Pareggiate | Perse | PF | PS | Ultima vittoria | Ultimo pari | Ultima sconfitta |
| --------- | ------- | ----- | ---------- | ----- | -- | -- | --------------- | ----------- | ---------------- |
| Belgio    | 1       | 0     | 0          | 1     | 23 | 32 | -               | -           | 2019             |
| Ungheria  | 1       | 0     | 0          | 1     | 19 | 44 | -               | -           | 2021             |
| Italia    | 1       | 0     | 0          | 1     | 10 | 40 | -               | -           | 2016             |
| Svizzera  | 1       | 0     | 0          | 1     | 0  | 51 | -               | -           | 2016             |